# José Antonio Pecharroman
José Antonio Pecharroman Fabian (* 16. Juni 1978 in Cáceres) ist ein ehemaliger spanischer Radrennfahrer.
José Antonio Pecharroman begann seine Karriere 2000 bei dem spanischen Radsportteam Costa de Almería. 2003 hatte er seinen Durchbruch, als er die Euskal Bizikleta und die Katalonien-Rundfahrt gewann. Daraufhin unterschrieb er einen Vertrag bei der belgischen Mannschaft Quick Step, konnte in den nächsten Jahren aber nicht mehr an die Erfolge des Jahres 2003 anknüpfen. Bei der Burgos-Rundfahrt 2006 wurde er Gesamtzweiter hinter Iban Mayo.
Im Dezember 2007 wurde er von seinem Team Benfica wegen einer positiven Dopingprobe entlassen. Er wurde vom spanischen Verband zu einer neunmonatigen Sperre verurteilt. Diese Sperre wurde im Januar 2009 durch den Court of Arbitration for Sport aufgehoben. Sein ehemaliges Team musste ihm eine Entschädigung in Höhe von 54.000 € zahlen. Pecharroman kehrte nicht mehr in den internationalen Radsport zurück.

## Palmarès
2003
- Gesamtwertung und drei Etappen Euskal Bizikleta
- Gesamtwertung und eine Etappe Katalonien-Rundfahrt

## Teams
- 2000 Costa de Almería
- 2001 Jazztel-Costa de Almería
- 2002 Jazztel-Costa de Almería
- 2003 Paternina-Costa de Almería
- 2004 Quick Step-Davitamon
- 2005 Quick Step
- 2006 Comunidad Valenciana
- 2007 Benfica